# Castelo de Annan
O Castelo de Annan, foi um castelo que estava localizado às margens do rio Annan, em Annan, na Escócia.
Um castelo de mota foi construído no século XII pela família de Brus, Lords of Annandale. Uma inundação em meados do século XII mudou o curso do rio Annan, o que causou a erosão parcial do monte do castelo. O castelo foi abandonado como residência principal da família de Brus, que mais tarde mudou-se para o Castelo de Lochmaben.
O local do castelo foi designado como monumento antigo.